# Saint-Pierre-du-Champ
Saint-Pierre-du-Champ is een gemeente in het Franse departement Haute-Loire (regio Auvergne-Rhône-Alpes) en telt 520 inwoners (1999). De plaats maakt deel uit van het arrondissement Le Puy-en-Velay.

## Geografie
De oppervlakte van Saint-Pierre-du-Champ bedraagt 30,6 km², de bevolkingsdichtheid is 17,0 inwoners per km².
De onderstaande kaart toont de ligging van Saint-Pierre-du-Champ met de belangrijkste infrastructuur en aangrenzende gemeenten.

## Demografie
Onderstaande figuur toont het verloop van het inwonertal (bron: INSEE-tellingen).
1. ↑  Populations de référence 2022.